# Кшижковиці
Кшижковиці (пол. Krzyżkowice, нім. Kröschendorf) — село в Польщі, у гміні Любжа Прудницького повіту Опольського воєводства.
Населення — 235 осіб (2011).
У 1975-1998 роках село належало до Опольського воєводства.

## Демографія
Демографічна структура станом на 31 березня 2011 року:
|          | Загалом | Допрацездатний вік | Працездатний вік | Постпрацездатний вік |
| -------- | ------- | ------------------ | ---------------- | -------------------- |
| Чоловіки | 115     | 25                 | 85               | 5                    |
| Жінки    | 120     | 36                 | 67               | 17                   |
| Разом    | 235     | 61                 | 152              | 22                   |